# 発音記号
発音記号（はつおんきごう）とは、言語の発音を体系的かつ忠実に表記する場合のために編み出された人工的記号のことである。発音符号（はつおんふごう）、音声記号（おんせいきごう）、音標文字（おんぴょうもじ）あるいは単に音標ともいう。
ある言語の表記法が元来表音的でない場合（例えば中国語の漢字）や、もともと表音的であっても歴史的理由などでその表記と実際の発音との間に乖離がみられる場合（例えば英語）に、あるいはその言語を外国語として学ぶ者の便宜のために用いられる。

## 種類
服部四郎は、音声記号を以下の3種類に分ける。いずれも音声学が学問として発達した19世紀後半以降に考案されたものである。

### 既存の字母を利用したもの
服部のいう第一種の記号。既存のアルファベット（通常はラテン・アルファベット）を基本にして、不足する字は文字の変形やダイアクリティカルマークの付加によって補うもの。この方法は現在もっともよく行われており、なかでも国際音声記号(IPA)が広く用いられている。ただし、国際音声記号は印刷に不便な文字があることから、これを多少変更して用いることもよく行われる。
アメリカの言語学会では、国際音声記号も使われるが、多少異なる記号体系もよく使われる（詳細はアメリカの音声記号を参照）。そり舌音を [ṣ] [ẓ] などで表し、前舌円唇母音に [ü] [ö] [ɔ̈] などを用い、硬口蓋接近音に [y] を用い、後部歯茎音に [č] [ǰ] [š] [ž] を用いるなどの違いがあり、印刷しやすい反面、ダイアクリティカルマークが多すぎて読みにくい欠点がある。
日本で出版される英語辞典は国際音声記号またはそれを多少変更・簡易化した記号を用いるのが普通だが、アメリカの英語辞典はそれとは大きく異なる発音記号を用いることが多い（詳細はen:Pronunciation respelling for Englishを参照）。

### 調音を象徴的に表す字母的記号
服部のいう第二種の記号。既存のアルファベットに基づかず、音から形を決めるもの。アレクサンダー・メルヴィル・ベルの視話法の文字が代表的なもので、ヘンリー・スウィートはこれを改良したものを「revised Organic」と呼んで論文に利用した。しかし、スウィートによると、視話法は単純ではあるが記号どうしの識別が難しく、とくに似た音を似た記号で表すため、音が近い記号どうしは本質的に区別がしづらくなる欠点があった。また、服部によるとベルやスウィートの音声の分析には問題があるが、その説に従うことを前提としているという問題点もあった。

### 非字母的記号
服部のいう第三種の記号。音声器官の働きを分析的に表す。オットー・イェスペルセンやケネス・パイクのものがよく知られる。

## 音韻的正書法との違い
正書法の中には音韻的見地からみて合理的なものも多いが、通常は歴史的な理由・書きやすさ・形態音韻論的な理由など、音声学的理由とは異なる要因を考慮に入れる必要があるため、音声記号とは言えないのが普通である。
たとえば日本語のローマ字では高低アクセントを表記せず、「経営」を kêê ではなく keiei と書くなど、純粋に音韻的ではない。また中国語の拼音は「一」を実際の声調と無関係に必ずyī と書いたり、児化した音節は児化する前の綴りの後ろにrをつけるなど、形態的な要因を考慮しているため、やはり音声記号ではなく正書法である。

## 発音記号の例
以下はいずれも既存の字母を利用したものである。
- 国際音声記号 (IPA)
  - X-SAMPA IPAをASCII文字セットのみで表す
  - キルシェンバウム IPAをASCII文字セットのみで表す
- 発音記号 (タイ語) IPAを元にしたタイ語の発音記号
- アメリカの音声記号
- Arpabet（英語用）
- カール・リヒャルト・レプシウスの標準アルファベット  (Standard Alphabet by Lepsius)

19世紀から20世紀はじめにかけて、方言研究のために多くの発音記号が考案された。
- ヨアン・ルンデル（英語版）によるスウェーデン語方言字母。ルンデルの門人であるベルンハルド・カールグレンは中国語の音声記述のために応用した。
- エーミル・ネストル・セタラによるウラル音声記号（英語版）
- オットー・ブレーマーによるドイツ語方言記号 (fr:Transcription de Bremer) 。後にトイトニスタ (Teuthonista) に発展した。
- オットー・イェスペルセンによるデンマーク語の音声記号 (Dania transcription) 。
- グラツィアディオ・イザイア・アスコリによるイタリア語方言記号。改良の上ヤーベルクとユートの『イタリア・南スイス言語地図』に使用された。
- ジャン＝ピエール・ルスロによるフランス語の音声記号。ジュール・ジリエロンやモーリス・グラモンが使用した。服部四郎によると母音の分類において国際音声記号よりも適当と見られる点があるという[3]。
- アレクサンダー・ジョン・エリスによる英語の音声記号。ヘンリー・スウィートを経由して国際音声記号に影響を与えた[4]。